# Hymenolepis
Genre
Hymenolepis est un genre de vers plats de la famille des Hymenolepididae. 
Ces vers sont responsables du tæniasis chez l'homme.

## Liste des espèces
Selon World Register of Marine Species (6 novembre 2023), le genre contient les espèces suivantes :
- Hymenolepis aleuti Oschmarin, 1950
- Hymenolepis baschkiriensis (Clerc, 1903) Fuhrmann, 1906
- Hymenolepis californicus Young, 1950
- Hymenolepis charadrii Yamaguti, 1953
- Hymenolepis dusmeti (Lopez-Neyra, 1942)
- Hymenolepis interrupta (Rudolphi, 1802) Fuhrmann, 1906
- Hymenolepis neosouthwelli Hughes, 1940
- Hymenolepis prudhoei Markowski, 1971

### Synonymes ou remplacements[1]
- Le sous-genre Hymenolepis (Echinocotyle) Blanchard, 1891, devient le genre Echinocotyle Blanchard, 1891
- Hymenolepis (Echinocotyle) multiglandularis Baczynska, 1914, accepté comme Echinocotyle multiglandularis Baczynska, 1914
- Hymenolepis abortiva Linstow, 1904, accepté comme Microsomacanthus abortiva (Linstow, 1904) (remplacement)
- Hymenolepis alaskensis Deblock & Rausch, 1967, accepté comme Nadejdolepis alaskensis (Deblock & Rausch, 1967) (synonyme)
- Hymenolepis arctowskii Jarecka & Ostas, 1984, accepté comme Branchiopodataenia arctowskii (Jareska & Ostas, 1984) Bondarenko & Kontrimavichus, 2004
- Hymenolepis arenariae Cabot, 1969, accepté comme Nadejdolepis arenariae (Cabot, 1969) (remplacement)
- Hymenolepis arguei Pomeroy & Burt, 1964, accepté comme Wardium fryei Mayhew, 1925
- Hymenolepis brachycephala (Creplin, 1829), accepté comme Echinocotyle brachycephala (Creplin, 1829)
- Hymenolepis cambrensis Davies, 1939, accepté comme Microsomacanthus cambrensis (Davies, 1939) Deblock & Canaris, 2000
- Hymenolepis chionis (Fuhrmann, 1921), accepté comme Dicranotaenia chionis Fuhrmann, 1921 (synonyme)
- Hymenolepis clandestina (Creplin in Krabbe, 1869) Railliet, 1899, accepté comme Wardium clandestina (Creplin in Krabbe, 1869) Spassky & Spasskaya, 1954
- Hymenolepis clavicirrus Yamaguti, 1940, accepté comme Dicranotaenia clavicirrus (Yamaguti, 1940) (remplacement)
- Hymenolepis deblocki Schmidt & Neiland, 1968, accepté comme Retinometra deblocki (Schmidt & Neiland, 1968) (remplacement)
- Hymenolepis dubininae Deblock & Rose, 1962, accepté comme Echinocotyle dubininae (Deblock & Rose, 1962) (remplacement)
- Hymenolepis ductilis Linton, 1928, accepté comme Microsomacanthus ductilis (Linton, 1928) (remplacement)
- Hymenolepis haldemani Schiller, 1951, accepté comme Branchiopodataenia haldemani (Schiller, 1951) Bondareno & Kontrimavichus, 2004
- Hymenolepis jaegerskioldi Fuhrmann, 1913, accepté comme Microsomacanthus jaegerskioldi (Fuhrmann, 1913) (remplacement)
- Hymenolepis javanensis Davis, 1945, accepté comme Sobolevicanthus javanensis (Davis, 1945)
- Hymenolepis lauriei Davies, 1939, accepté comme Nadejdolepis lauriei (Davies, 1939) Spassky & Spasskaya, 1954
- Hymenolepis mudderbugtenensis Deblock & Rosé, 1962, accepté comme Nadejdolepis mudderbugtenensis (Deblock & Rosé, 1962) (remplacement)
- Hymenolepis neoarctica Davies, 1938, accepté comme Aploparaksis cirrosa (Krabbe, 1869) Clerc., 1903
- Hymenolepis nitidulans (Krabbe, 1882) Fuhrmann, 1906, accepté comme Nadejdolepis nitidulans (Krabbe, 1882) Spassky & Spasskaya, 1954
- Hymenolepis octacanthoides Fuhrmann, 1906, accepté comme Sobolevicanthus octacanthoides (Fuhrmann, 1906) (remplacement)
- Hymenolepis oweni Moghe, 1933, accepté comme Echinocotyle oweni (Moghe, 1933) (remplacement)
- Hymenolepis pacificum (Spassky & Jurpalova, 1968), accepté comme Branchiopodataenia pacifica (Spassky & Jurpalova, 1968) Bondarenko & Kontrimavichus, 2004
- Hymenolepis parviuncinata Meggitt, 1927, accepté comme Armadoskrjabinia parviuncinata (Meggitt, 1927) (remplacement)
- Hymenolepis pittalugai Lopez-Neyra, 1932, accepté comme Retinometra pittalugai (Lopez-Neyra, 1932) (remplacement)
- Hymenolepis podicipina Szymanski, 1905, accepté comme Confluaria podicipina (Szymanski, 1905) (remplacement)
- Hymenolepis pseudofusa Skrjabin & Mathevossian, 1942, accepté comme Hymenolepis neosouthwelli Hughes, 1940
- Hymenolepis querquedula (Fuhrmann, 1921), accepté comme Dicranotaenia querquedula Fuhrmann, 1921 (synonyme)
- Hymenolepis rectacantha Fuhrmann, 1906, accepté comme Microsomacanthus rectacantha (Fuhrmann, 1906) Spassky & Spasskaya, 1954
- Hymenolepis semiductilis Szidat, 1964, accepté comme Wardium semiductilis (Szidat, 1964) (remplacement)
- Hymenolepis shentsengi Hughes, 1940, accepté comme Hymenolepis interrupta (Rudolphi, 1802) Fuhrmann, 1906 (synonyme)
- Hymenolepis skrjabini Mathevossian, 1945, accepté comme Retinometra skrjabini (Mathevossian, 1945) (remplacement)
- Hymenolepis stellorae Deblock, Biguet & Capron, 1960, accepté comme Wardium stellorae (Deblock, Biguet & Capron, 1960) (remplacement)
- Hymenolepis swiderskii Gasowska, 1932, accepté comme Dubininolepis swiderskii (Gasowska, 1932) (remplacement)
- Hymenolepis tsengi Joyeux & Baer, 1940, accepté comme Wardium tsengi (Joyeux & Baer, 1940) (remplacement)
- Hymenolepis verschureni Baer, 1959, accepté comme Echinocotyle verschureni (Baer, 1959) (remplacement)

### Autres espèces (Sources non précisées)
- Hymenolepis alpestris Baer 1931.
- Hymenolepis alterna Makarikov, Tkach, Villa & Bush 2015
- Hymenolepis bicauda Makarikov, Tkach & Bush 2013
- Hymenolepis bilaterala Makarikov, Tkach, Villa & Bush 2015
- Hymenolepis bilharzi (Krabbe 1869).
- Hymenolepis biliaris (Villot 1877).
- Hymenolepis capellae Baer 1940.
- Hymenolepis cerberensis Mas-Coma, Fons, Galan-Puchades & Valero 1986.
- Hymenolepis clerci Fuhrmann 1924.
- Hymenolepis coraciae (Rudolphi 1819).
- Hymenolepis crassa Janicki 1904.
- Hymenolepis diminuta (Rudolphi 1819).
- Hymenolepis exigua Yoshida 1910.
- Hymenolepis exilis (Dujardin 1845).
- Hymenolepis filirostris (Wedl 1855).
- Hymenolepis haukisalmii Makarikov, Tkach & Bush 2013
- Hymenolepis hibernia Montgomery, Montgomery & Dunn 1987.
- Hymenolepis linea (Goeze 1782).
- Hymenolepis mandabbi Beverley-Burton 1959.
- Hymenolepis megaloon (von Linstow 1901).
- Hymenolepis microps (Diesing 1850).
- Hymenolepis nana, synonyme de Rodentolepis nana (von Siebold, 1852)
- Hymenolepis nasuta (Rudolphi 1802).
- Hymenolepis poculifera (von Linstow 1879).
- Hymenolepis procera Janicki 1904.
- Hymenolepis pseudosetigera Baer 1962.
- Hymenolepis rymzhanovi Makarikov & Tkach 2013
- Hymenolepis skrjabiniana Akhumyan 1947.
- Hymenolepis sphaerophora (Rudolphi 1810).
- Hymenolepis sulcata (von Linstow 1879).
- Hymenolepis uncinata (Stieda 1862).
- Hymenolepis upuparum Joyeux & Baer 1955.
- Hymenolepis citelli McLEOD 1933.